# Guillem Català Morro
Guillem Català Morro  conegut com «Es Català Mallorquí» (Lloseta, 1898-1975) va ser un actor i glosador mallorquí.
De molt jove treballà a casa del metge Manuel Badia, a Sóller, on s'inicià en el món teatral. El 1919 tornà a Lloseta, on es dedicà a fer de sabater i posà en marxa una companyia teatral que representà obres de teatre mallorquí popular arreu de Mallorca. La companyia va actuar entre 1920 i 1950 sota el nom de «Companyia Teatral es Català Mallorquí». La primera obra que representaren va ser En Llorenç malcasadís (1919), al casino de Can Bestard de Lloseta. Escrigué diversos glosats i també va escriure monòlegs glosats per a ser representats, obres que el feren popular arreu de Mallorca.
El glosat de mes èxit fou Es bous a mi no em fan por (Saló Novedades de Lloseta, 11 de desembre de 1938), en vers, en què un actor vestit de joneguer s'enorgulleix de la seva valentia i quan sent els bramuls d'un bou es fa por i s'acovardeix. Un altre és Si jo era millonari! (Teatre Principal d'Inca, 1933), també en vers, en què el protagonista, en Perico, que sempre compta amb els dits, explica el bon viure que faria si fos milionari. Les gloses i monòlegs publicats de 1930 a 1947 són Sa mort d'en Carratalà, Sa vida des pastor, Memòries belles!, Couplets devertits, Sor Tomasseta, Cançons noves amb tonades antigues, Cant alegre, Es dos primers besos, Xiflats i xiflada, Gloses pageses, Sa caçada des ropits, Piropos a ses sogres, Sempre duc sa mala sort, Es quintos del trenta set, Es sa curra des cantó i Sa mort de n'Alomar Florit, de 1955, amb motiu de la mort del ciclista Francesc Alomar Florit.
El 1956 publicà Sa mort d'en Toni Gelabert Amengual: notable corredor ciclista de Santa Maria, i només actuà una altra vegada a un festival benèfic el 1963. Es conserven diverses peces còmiques i glosats inèdits: Setmana parroquial, Es pancaritat a Son Daviu 1955, Es pancaritat a Son Daviu 1956, Per sa muntanya, Es barrio d'es tres veïnats, Sa volta a Mallorca, Festes de Nadal, S'ho mereix, Concurs de Selva, És així, S'estornell, És ben cert, Oh, ses pessetes!!, Primera comunió, i Damunt es pont del Cocó. Passà els últims anys de la seva vida en la indigència.